# Benoît Cohen
Benoît Cohen és un productor de cinema, director de cinema, guionista i escriptor francès, nascut el 1969.

## Biografia
Fill de Bernard i Marie France Cohen, creadors de la marca de prêt-à-porter infantil Bonpoint i dels magatzems Merci. Després d'estudiar arquitectura, Benoît Cohen va anar a la Universitat de Nova York per prendre classes de cinema. Va tornar amb un primer curtmetratge i va muntar la seva productora Shadows Films, on va dirigir i produir, el 1996, el seu primer llargmetratge Caméléone, una pel·lícula detectivesca protagonitzada per Chiara Mastroianni.
L'any 2001 va dirigir Les Acteurs anonymes, mise en abyme de la professió d'actor, encarnada, entre d'altres, per Mathieu Demy. Dos anys més tard, va reunir el mateix repartiment d'actors a la comèdia Nos enfants chéris, que tracta sobre la fita dels trenta anys i l'arribada del primer fill. Tres anys més tard va desenvolupar, amb els mateixos actors, una sèrie homònima per a Canal +. Aquest treball va continuar amb la comèdia de rock'n roll Qui m'aime me suite (2006) i després Les Violette (2009), en què Benoît Cohen va canviar de registre per signant una pel·lícula experimental sobre la infància d'una nena esquizofrènica.
Entre 2011 i 2013, va dirigir en ràpida successió Tu seras un homme, llargmetratge sobre la transició a l'edat adulta i Tiger Lily, 4 femmes dans la vie per France 2.
Viu des del 2014 a Brooklyn als Estats Units on, a efectes d'escriure un guió, va aprovar el carnet de conductor de taxi i va conduir un taxi groc durant sis mesos als carrers de Nova York. D'aquesta experiència va néixer el llibre Yellow Cab (Flammarion, 2017). En el procés, va publicar un segon que explicava la història de la seva mare que va acollir un refugiat afganès a casa seva durant dos anys (Mohammad, ma mère et moi – Flammarion, 2018).
El 2021, inspirant-se en Yellow Cab, Christophe Chabouté va editar una adaptació en còmic.

## Filmografia

### Com a irector

#### Llargmetratges
- 2013 : Tu seras un homme
- 2008 : Les Violette
- 2006 : Qui m'aime me suive
- 2003 : Nos enfants chéris
- 2001 : Les Acteurs anonymes
- 1996 : Caméléone

#### Curtmetratges
- 1991 : Goal !
- 1992 : Lola Posse
- 1994 : Les Ailes du plaisir
- 2005 : Flagrant délit
- 2005 : Les Citrouilles grossissent, je maigris, quelle chaleur!

#### Sèries de televisió
- 2007 : Nos enfants chéris (temporada 1 i 2)
- 2013 : Tiger Lily, 4 femmes dans la vie

### Com a guionista

#### Llargmetratges
- 1996 : Caméléone
- 2001 : Les Acteurs anonymes
- 2003 : Nos enfants chéris
- 2006 : Qui m'aime me suive
- 2013 : Tu seras un homme

#### Curtmetratges
- 1991 : Goal !
- 1992 : Lola Posse
- 1994 : Les Ailes du plaisir
- 2005 : Flagrant délit
- 2005 : Les Citrouilles grossissent, je maigris, quelle chaleur!

#### Sèries de televisió
- 2007 : Nos enfants chéris (saison 1)

### Com a productor
- 2001 : Les Acteurs anonymes
- 2006 : Qui m'aime me suive
- 2007 : Nos enfants chéris
- 2008 : Les Violette
- 2013 : Tu seras un homme

## Publicacions
- Yellow Cab, Flammarion, 2017 - Récit adapté en bande dessinée par Christophe Chabouté en 2021 aux éditions Vents d'Ouest
- Mohammad, ma mère et moi, Flammarion, 2018
- Formidable - Mon père ne devait pas souffrir, Flammarion, 2023, 192 p., EAN : 9782080413123